# Barkas
Barkas (VEB Barkas-Werke) - автовиробник в НДР, що в період з 1961 по 1991 роки випускав мікроавтобуси і розвізні фургони моделі B1000, а також і легкі вантажівки на їх основі.

## Опис

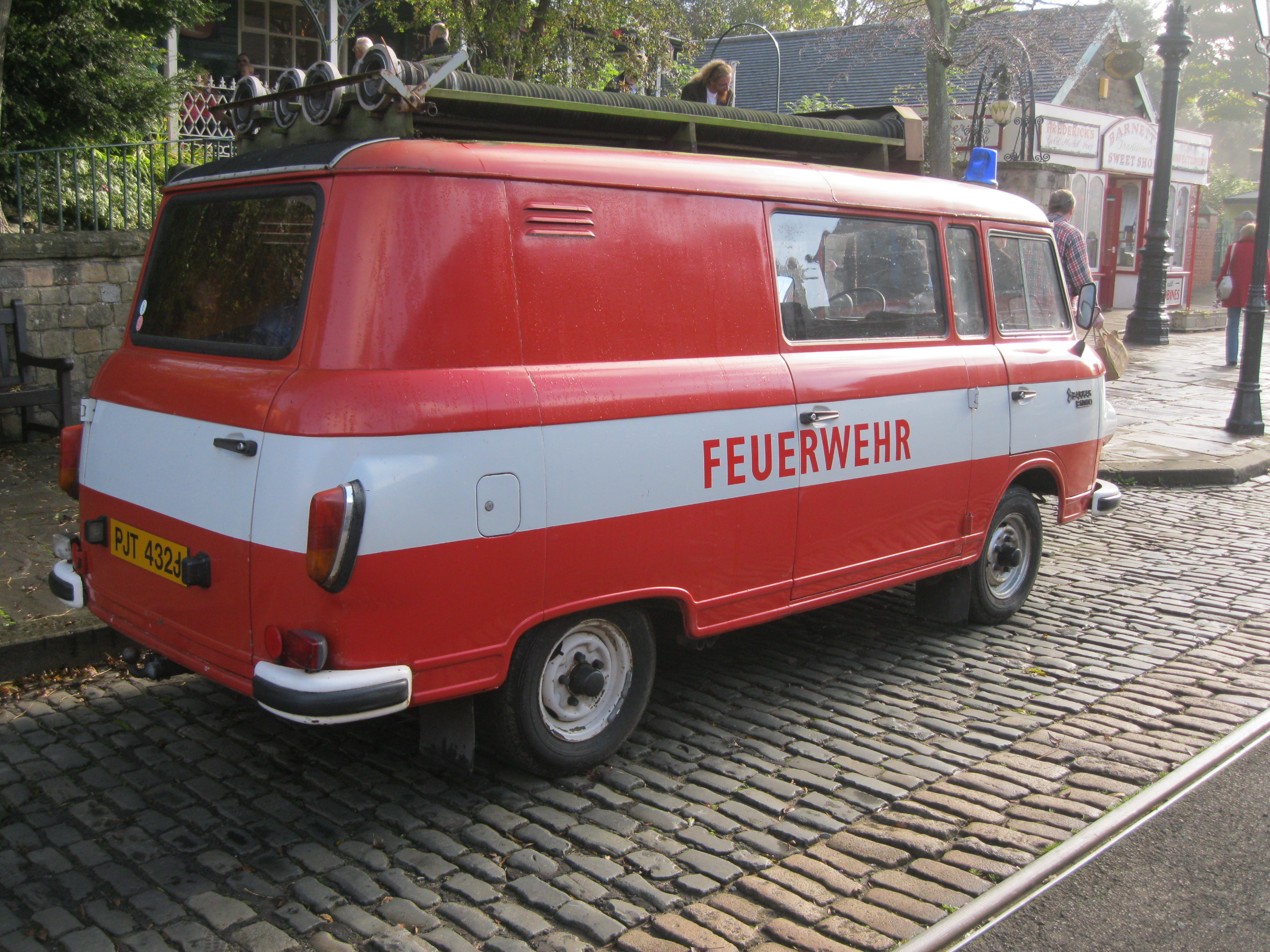

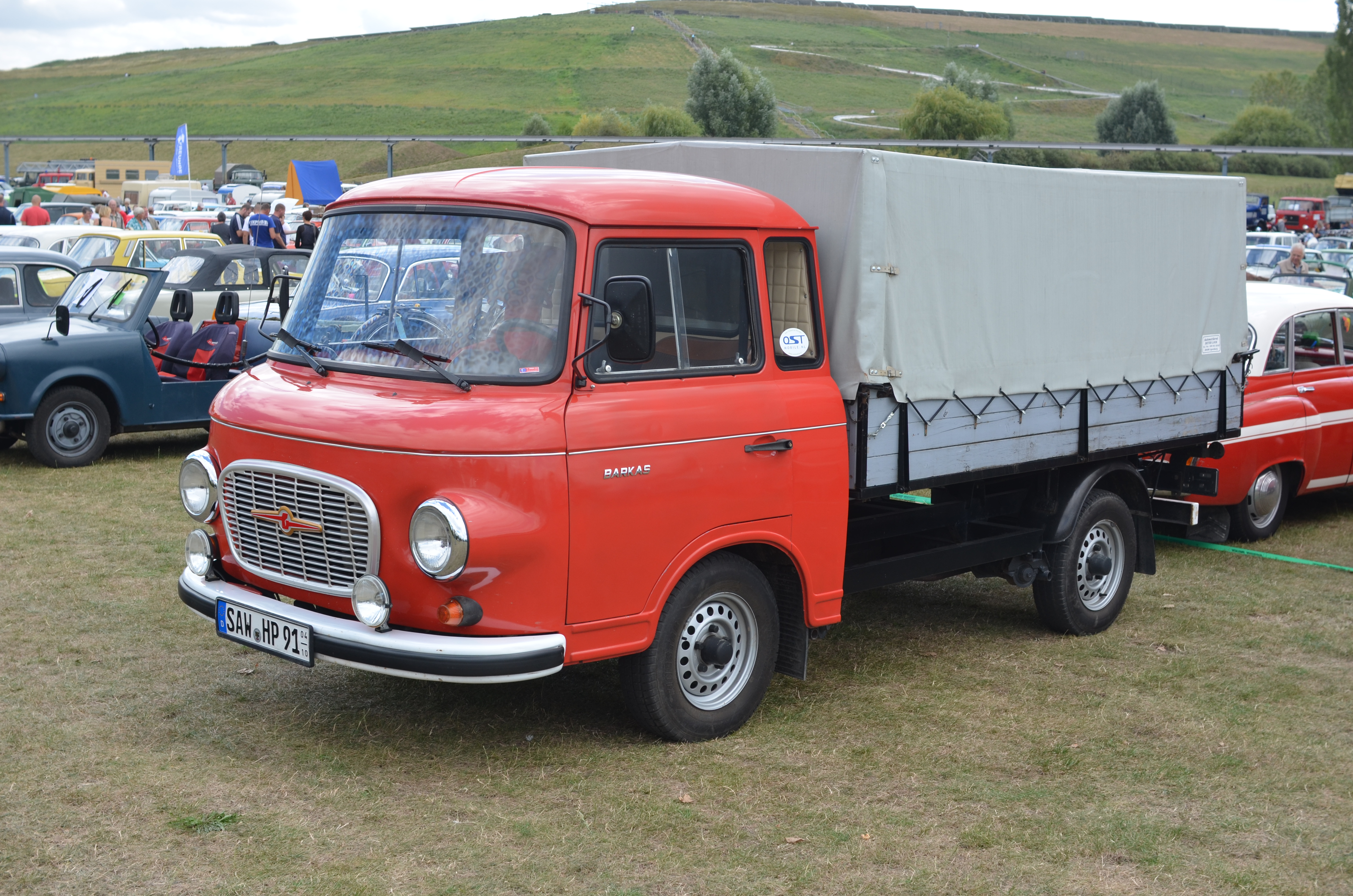

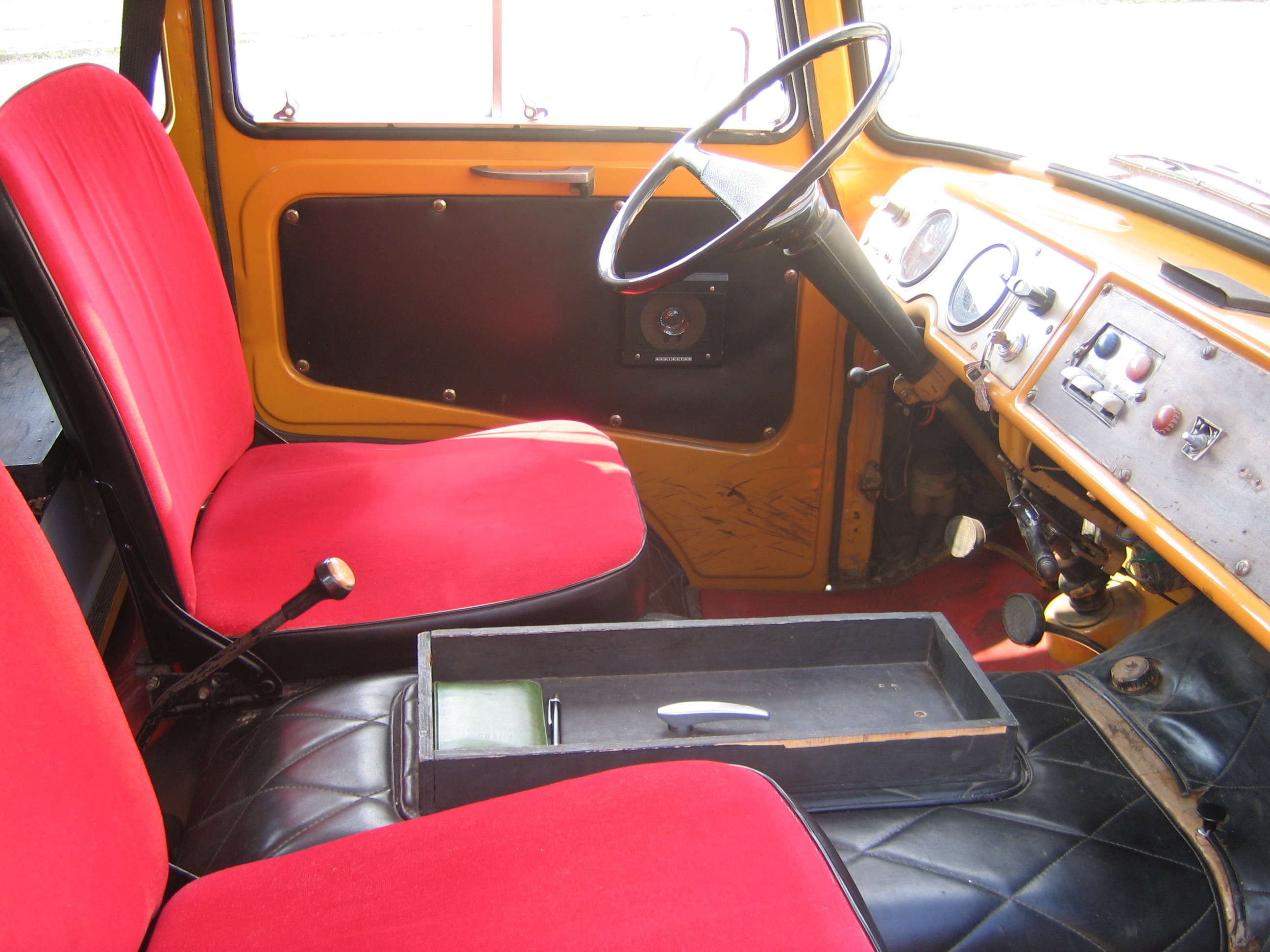

Виробництво було створено на базі націоналізованого урядом НДР автозаводу компанії Framo у Карл-Маркс-Штадт (нині Хемніц).
Спочатку B1000 мав трициліндровий двотактний двигун з повітряним охолодженням від автомобіля Wartburg-311 потужністю 28 к.с. був форсований до 42 к.с., в 1972 році - до 45 к.с., при цьому в конструкцію була введена додаткова система охолодження.
Незадовго до того, як виробництво припинилося, на моделі під назвою B1000/1 встановлювався карбюраторний чотиритактний двигун об'ємом 1,3 л, виготовлений за ліцензією Фольксваген. На «Баркас», що потрапили в країни колишнього СРСР, нерідко встановлювали двигуни від «Жигулів».
У приводі коліс використовувалися не ШРУСи, а карданні шарніри.
Довгий час на автомобіль встановлювалися тільки передні гальма, причому з механічним приводом.
Іншою специфічною рисою автомобіля був привід на одне переднє колесо, що відключається. 
Всього було випущено 175 740 мікроавтобусів моделі B1000 і 1961 мікроавтобусів моделі B1000/1s.

## Двигуни
- 1,0 л Wartburg-311 І3 42 к.с. (1961-1972)
- 1,0 л Wartburg-311 І3 45 к.с. (1972-1989)
- 1,3 л Volkswagen І4 (1989-1991)

## Модифікації
На шасі Barkas B1000 було виготовлено безліч різних спецавтомобілів (в тому числі сідельний тягач), яким присвоювалися літери:
- КА - вантажопасажирський фургон
- KB - мікроавтобус
- KK - швидка допомога
- KK / SMH-3 - реанімобіль
- KA / KLF - пожежна машина
- IK - ізотермічний фургон
- FR-DL - драбина